# Loup d'argent
Le Loup d'argent est la plus haute distinction du mouvement scout britannique. Créé par Robert Baden-Powell, il est décerné par le Chief Scout en reconnaissance de services exceptionnels au Scoutisme.
Il a été décerné à trois Français : André Lefèvre, Jacques Guérin-Desjardins et Jacques Sevin.